# Heinrich Karl de la Motte Fouqué
Heinrich Karl Friedrich de la Motte Fouqué de Saint Surin (* 16. Juni 1701 in Den Haag; † nach 1775 in Celle) war ein königlich-preußischer Oberst und Kommandeur eines Grenadierbataillons sowie des Forts Preußen bei Stettin.

## Leben
Sein Vater war Karl (Charles) de la Motte Fouqué (1625–1701). Er floh wegen der Hugenottenverfolgung aus Frankreich nach Holland. Er besaß zuvor große Ländereien und war Baron de la Motte, Saint Surin, Thonnaiboutonne und la Greve. In Haag heiratete er Susanne de Robillard (1670–1740) Tochter von Maria de Rouchefaucault des Touches und Josias de Robillard, einem Ritter aus der Champagnie.  Sein ältester Bruder Henry Charles  (* 1696; † 21. Juni 1742 in Eisleben) ging in sächsischen Dienste und starb als Oberstleutnant. Der zweite Bruder Heinrich August wurde preußischer General (1698–1774).
Er trat zunächst in die Dienste des Kurfürsten von Braunschweig und Lüneburg. Von dort ging er in russische Dienste, in denen er gegen die Türken kämpfte. 1743 kam er nach Preußen und wurde Kommandant eines Grenadierbataillons. Das Bataillon wurde aus den Grenadieren der Regimenter „von Münchow“ und „du Mulin“ gebildet und war bis zur Schlacht bei Prag von Friedrich August von Finck kommandiert worden.
Das Regiment konnte sich dann bei der Verteidigung der Brückenschanze bei Tein (9. Oktober 1744) auszeichnen. Er wurde dabei durch einen Schuss in den Unterleib schwer verletzt. Daher verließ er im Oktober 1744 das Regiment und den Felddienst. Der König ernannt ihn zum Oberst und Kommandanten von Fort Preußen bei Stettin. 1751 bekam er den erbetenen Abschied. Er starb später in Celle.